# Linerboard
Linerboard är en svensk dramakortfilm från 2006, skriven och regisserad av Jens Jonsson. I rollerna ses Reine Brynolfsson, Amanda Ooms och Christer Jarlstål.

## Handling
Filmen skildrar det vågformade papper som finns mellan kartongskivor och hur ömtåliga saker måste skyddas.

## Rollista
- Reine Brynolfsson – man
- Amanda Ooms – kvinna
- Christer Jarlstål – skeptiker

## Om filmen
Lineboard producerades av Jörgen Bergmark för Bob Film Sweden AB, med produktionsstöd av Stiftelsen Svenska Filminstitutet. Filmen fotades av Askild Vik Edvardsen och klipptes av Hélène Berlin. Den premiärvisades den 8 september 2006 på Reykjaviks internationella filmfestival och hade Sverigepremiär i november 2006 på Stockholms filmfestival. Den har även visats på Uppsala kortfilmsfestival 2009 och 2012 samt av Sveriges Television 2008 och 2012. 2008 visades den också i finländsk television med titeln Aaltopahvi.
Filmen belönades 2006 med Canal+ pris vid Nordisk Panorama i Århus.